# Fehérkarmú vércse
A fehérkarmú vércse (Falco naumanni) a madarak (Aves) osztályának sólyomalakúak (Falconiformes) rendjébe, azon belül  a sólyomfélék (Falconidae) családjába tartozó faj.

## Rendszerezése
A fajt Johann Gottlieb Fleischer német ornitológus és botanikus írta le 1818-ban.

## Előfordulása
Európa mediterrán területein, a Balkán-félszigeten, Közép- és Kelet-Európában, Kis-Ázsiában, a Közel-Kelet és Közép-Ázsia egyes részein, valamint Afrika Szaharán kívüli térségeiben honos, de ritkán az Óvilág más területein is előfordul.
Természetes élőhelyei a mérsékelt övi, szubtrópusi és trópusi füves puszták, szavannák és sivatagok, valamint legelők, szántóföldek és városi régiók. Vonuló faj.

### Kárpát-medencei előfordulása
Magyarországon ritka kóborló, korábban szórványosan költött is.

## Megjelenése
Testhossza 29–32 centiméter, szárnyfesztávolsága 58–72 centiméter. A hím testtömege 90–172 gramm, a tojó 138-208 gramm. A hím hátoldala gesztenyevörös, hasoldala sárgás, elszórt fekete pettyekkel, feje és farka hamuszürke, a farok vége fekete. A csőre és a lába sárga, a karmai fehérek. A tojó háta és farka rozsdabarna, sötét keresztsávokkal, hasa olyan, mint a hímnek.
|  |  |

## Életmódja
Főleg rovarokkal, nagyobb sáskákkal és szöcskékkel táplálkozik, de bogarakat, gyíkokat és kisemlősöket is fogyaszt. Röpte sebes és könnyed. Gyakran egy helyben lebeg (szitál). Szárnycsapásai gyorsak, erőteljesek, gyakran néhány szárnycsapás-sorozat siklórepüléssel váltakozik. Kiemelkedő, magasabb tereptárgyakon pihen.

## Szaporodása
Emberi településeken, épületeken, magas falak üregeiben, sziklahasadékokban fészkel telepesen, sokszor egyéb madarakkal együtt. Fészke kapart mélyedés. Fészekalja  3–6 tojásból áll, melyeken 28–29 napig kotlik. A fiatal madarak 28–29 nap múlva repülnek ki.
|  |

## Természetvédelmi helyzete
Az elterjedési területe rendkívül nagy, egyedszáma pedig stabil. A Természetvédelmi Világszövetség Vörös listáján nem fenyegetett fajként szerepel. Európában nem fenyegetett fajnak számít. Magyarországon fokozottan védett, természetvédelmi értéke 500 000 forint.